# Err (Pyrénées-Orientales)
Err település Franciaországban, Pyrénées-Orientales megyében. Lakosainak száma 714 fő (2022. január 1.). Err Queralbs, Llo, Valcebollère, Osséja, Saillagouse és Sainte-Léocadie községekkel határos.

## Földrajz

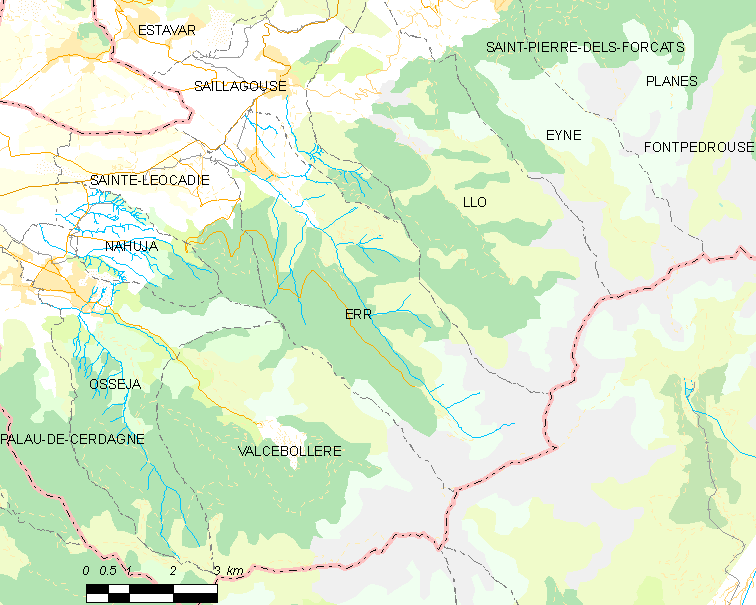
Err és környéke

## Népesség
A település népességének változása:
| Lakosok száma | 619  | 656  | 697  | 673  | 671  | 668  | 683  | 699  | 714  |
|               | 2013 | 2015 | 2016 | 2017 | 2018 | 2019 | 2020 | 2021 | 2022 |